# Nematocampa brehmeata
Nematocampa brehmeata là một loài bướm đêm trong họ Geometridae.